# Palazzo del Credito Italiano
El Palazzo del Credito Italiano es un edificio histórico de Milán en Italia situado en la piazza Cordusio.

## Historia
El palacio, construido entre el 1901 y el 1902, fue proyectado por el arquitecto italiano Luigi Broggi. Su inauguración tuvo lugar el 25 de agosto de 1902. Ha sido la sede del banco italiano Unicredit hasta el 2013, cuando las oficinas fueron trasladas en la nueva Torre Unicredit.

## Descripción
El edificio presenta un estilo ecléctico conocido en Italia como stile umbertino, muy popular en aquellos años. Su fachada es curva para adaptarse a la forma elíptica de la plaza. Tiene cinco pisos.